# Церковь Бориса и Глеба (Руза)
Церковь Бориса и Глеба (Борисоглебская церковь) — православный храм Рузского благочиния Московской епархии, расположенный в городе Руза. Современный адрес: Социалистическая улица, 62.

## История
Существовавшая издревна в Рузе на посаде деревянная Борисоглебская церковь была разрушена в Смутное время и восстановлена в 1666 году. В 1734 году взамен прежней была построена новая, а в 1788 году, на средства рузского купца Михаила Брюшкова, было начато возведение современного храма. В 1801 году строительство было завершено: кирпичное здание, созданное с использованием форм архитектуры барокко (по другим сведениям — в стиле позднего барокко), представляло собой «восьмерик на четверике», с двухъярусной колокольней, примыкающей с западной стороны, крытая железом. В 1868 году была перестроена трапезная, в которой устроены приделы трёх Святителей и иконы Божией Матери Владимирская.
Церковь закрыта в 1931 году (по другим данным — около 1937 года), Храм закрыт был не позднее 1931 года. В этом году произошло раскулачивание семьи священника А.К Федорова. Украдено было столовое серебро, мебель, 2 коровы, а семья (в семье 6 детей) выброшена на улицу.  В доме священника разместили женское училище. После статьи И.В. Сталина "Головокружение от успехов" Дом вернули, а храм оставили себе. В настоящее время в Москве живут 2 внука А.К.Федорова-Федоров Игорь Борисович(Президент МГТУ им. Баумана), и Федоров Михаил Борисович, пенсионер.  В дальнейшем завершения церкви и колокольни были уничтожены, в помещении устроен кинотеатр. В 2012 году  храм формально передан верующим, но в помещении располагается продовольственный склад и богослужения не совершаются.

## Контактная информация
Адрес:
Московская обл., Рузский р-н, г. Руза, ул. Социалистическая, 58

## Духовенство
- Настоятель храма — протоиерей Игорь[1]